# Seznam starostů města Uherské Hradiště

## Starostové (1850–1945)
- 1850–1854 Anton Promber (DVP)
- 1854–1858 Ignác Schmidt (zástupce starosty)
- 1858–1865 Robert Aulich
- 1865–1896 Johann Protzkar (DFP)
- 1896–1903 Josef Stancl (moravští staročeši)
- 1903–1905 Dr. Jan Konečný (moravští mladočeši)
- 1905–1906 Dr. Václav Pitra (zástupce starosty)
- 1906–1912 Josef Stancl (moravští staročeši)
- 1912–1930 František Beneš (LSPM, ČsND)
- 1931–1939 Metoděj Garlík (ČsND)
- 1941–1945 Josef Stancl mladší (NS)

## Předsedové místního národního výboru (1945–1990)
- 1945–1946 Bohuslav Grebeníček (KSČ)
- 1946–1948 Bohuš Papež (ČSNS)
- 1948–1949 Vilém Zaoral (KSČ)
- 1949 Jan Tvrdoň (KSČ)
- 1950–1954 Stanislav Vlk (KSČ)
- 1954–1960 Karel Dvorský (KSČ)
- 1960–1964 Antonín Janečka (KSČ)
- 1964–1970 Stanislav Bartek (KSČ)
- 1970–1971 Antonín Janečka (KSČ)
- 1971–1986 Jaroslav Bráblík (KSČ)
- 1986–1990 Ing. Milan Ptáček (KSČ)
- 1990 Ing. Ladislav Šupka – zástupce (OF)

## Starostové (od 1990)
- 1990–2002 Ing. Ladislav Šupka (OH)
- 2002–2010 Ing. Libor Karásek (ODS)
- 2010–2014 Květoslav Tichavský (ODS)
- 2014– Ing. Stanislav Blaha (ODS)